# Módulo de Embarque e Armazenamento
O Módulo de Embarque e Armazenamento (DSM - Docking and Stowage Module) é um dos elementos russos da Estação Espacial Internacional que foi cancelado e substituído pelo Enterprise Multi-Purpose Module (MTsM). Este módulo iria providenciar infra-estruturas para armazenamento e acoplagem das naves Soyuz, e o lançamento seria feito com um foguetão Proton.
O DSM seria acoplado ao módulo Zarya, e é semelhante a este em tamanho e forma.